# Jehanne Collard
Pour les articles homonymes, voir Collard.
Jehanne Collard, née le 13 septembre 1950 à Marseille et morte le 18 avril 2021 à Villejuif, est une avocate française, engagée pour les droits des victimes et l'indemnisation de leurs préjudices.

## Biographie

### Jeunesse et famille
Jehanne Collard naît le 13 septembre 1950 à Marseille (Bouches-du-Rhône). Elle est la fille d'Odette Tarrazi et de Georges Collard. Son frère, Gilbert Collard, avocat lui aussi, est un homme politique.
Jehanne Collard est mère de trois filles,.

### Carrière d'avocate
Jehanne Collard exerce à partir de 1977 en commençant sa carrière dans le domaine du droit de la famille. Elle plaide notamment la cause des pères divorcés, souvent privés de droits vis-à-vis de leurs enfants.
À la suite d'un grave accident routier dont elle est victime en 1993, elle décide de consacrer sa carrière à la défense des victimes de la route,,. Personnalité médiatique, elle fait de nombreuses apparitions télévisées, et radios et s'insurge contre ce qu'elle nomme « l'insécurité routière » et l'indifférence de certains magistrats.
Jusqu'à sa dissolution, elle est vice-présidente de la fondation Anne Cellier fondée en 1987 pour lutter contre  l'« insécurité routière ».
En 2018, elle est notamment l'avocate des parties civiles du drame de Millas, survenu le 14 décembre 2017, au cours duquel un car scolaire et un TER étaient entrés en collision sur un passage à niveau, faisant 6 morts et 14 blessés graves (enfants) ,,.
Elle meurt le 18 avril 2021 à Villejuif (Val-de-Marne).

## Publications
- Victimes de la route : vos droits, Édition n°1, 1996.
- Assurés, si vous saviez... Quand l'État se fait complice des compagnies..., Éditions Albin Michel, 1997[15].
- Victimes : les oubliés de la justice, Éditions Stock, 1998.
- Malades, si vous saviez... les scandales des hôpitaux...], Éditions Albin Michel, 2000.
- Le Scandale de l'insécurité routière ; à qui profite le crime ?, Éditions Albin Michel, 2001 [16],[17],[18].
- Accidentés de la route, vos droits, Éditions Albin Michel, 2003.
- Ma vie a commencé dans un fracas de tôles, Éditions Albin Michel, 2005.
- Victimes, défendez-vous, Le guide des accidentés, avec Romy Lafond  - Éditions Flammarion, 2007 [19].
- La Peine de naître, avec Eva Paul, Éditions Flammarion, 2008.

## Distinctions
- 2004 :  Chevalière de l'ordre national du Mérite [20]
- 2007 :  Chevalière de la Légion d'honneur [21].